# Breakout box

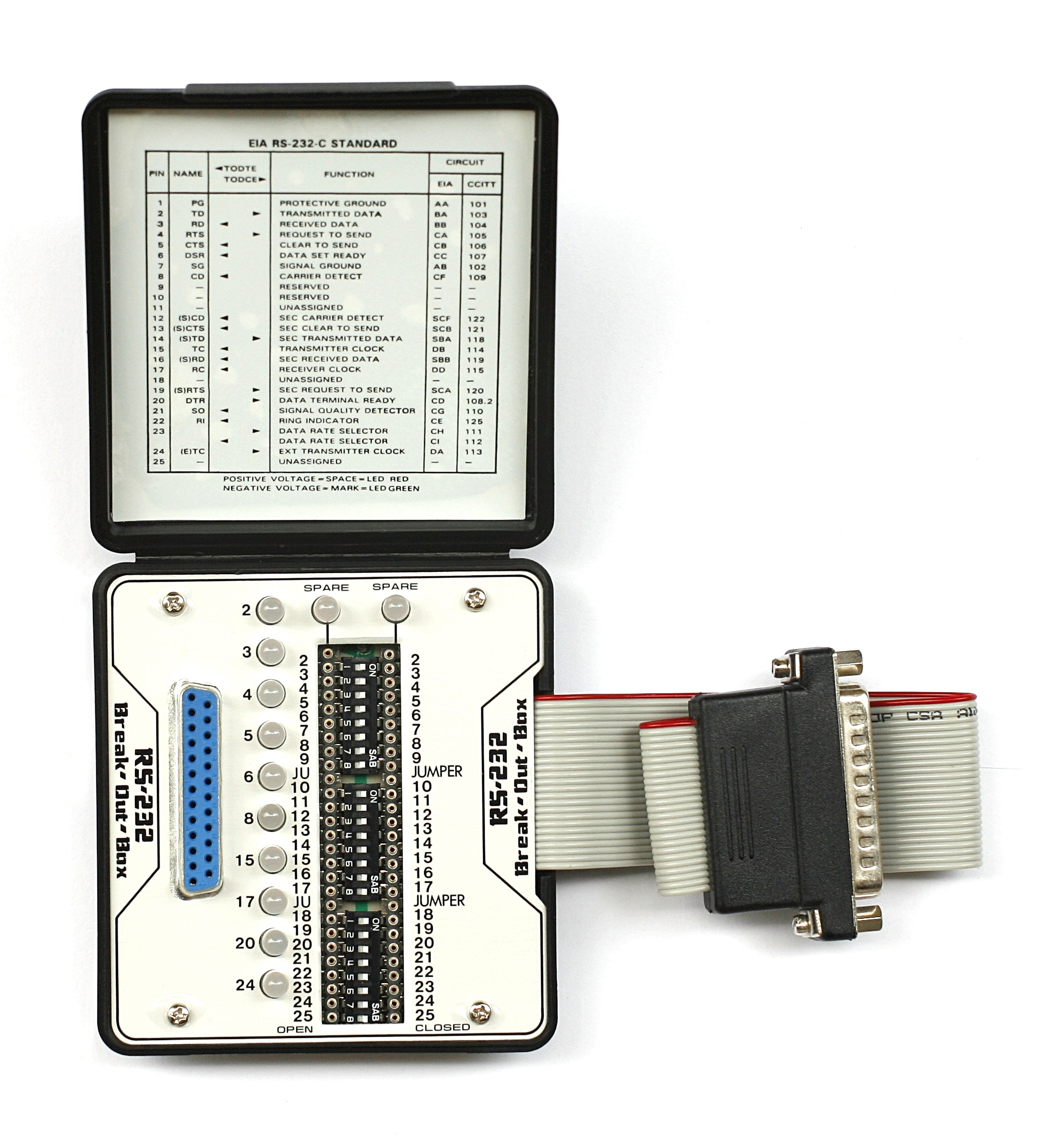
breakout box RS-232C para conector Canon DB-25

Una caja de interconexión (en inglés breakout box) es una herramienta de diagnóstico que se utiliza para detectar problemas en la comunicación entre equipos (ordenadores como caso particular), por lo general en las comunicaciones a través de un puerto serie RS-232 (aunque también existen otros, como por ejemplo para puerto paralelo.)

## Descripción
La caja de conexiones está colocada entre dos dispositivos y generalmente tiene algunos LED para indicar el estado de las diferentes señales en el cable serie. También presenta un bloque de interruptores, del tipo interruptor DIP, para conectar o desconectar los cables individuales que componen el cable serie, y poder hacer puentes sobre unos conectores situados al lado de los mismos utilizando cables puente (concretamente 25, los que tiene el conector Canon DB-25). 

## Tabla RS-232C impresa en la tapa
| PIN | EIA     | CCITT / V.24 | E/S     | Función DTE-DCE                |
| --- | ------- | ------------ | ------- | ------------------------------ |
| 1   | CG      | AA 101       |         | Tierra del Chasis              |
| 2   | TD      | BA 103       | Salida  | Datos Transmitidos             |
| 3   | RD      | AA 104       | Entrada | Datos Recibidos                |
| 4   | RTS     | CA 105       | Salida  | Solicitud de Envío             |
| 5   | CTS     | CB 106       | Entrada | Listo para Enviar              |
| 6   | DSR     | CC 107       | Entrada | Equipo de Datos Listo          |
| 7   | SG      | AB 102       | ---     | Tierra de Señal                |
| 8   | DCD     | CF 109       | Entrada | Portadora Detectada            |
| 9*  |         |              | Entrada | Test de Voltaje Positivo       |
| 10* |         |              | Entrada | Test de Voltaje Negativo       |
| 11  |         |              |         | (no se usa)                    |
| 12+ | SCDC    | SCF 122      | Entrada | Portadora Detectada-Secundario |
| 13+ | SCTS    | SCB 121      | Entrada | Listo para Enviar-Secundario   |
| 14+ | SBA 118 |              | Salida  | Datos Transmitidos-Secundario  |
| 15# | TC      | DB 114       | Entrada | Reloj de Transmisión           |
| 16+ | SRD     | SBB 119      | Entrada | Datos Recibidos-Secundario     |
| 17# | RC      | DD 115       | Entrada | Reloj de Recepción             |
| 18  |         |              |         | (no se usa)                    |
| 19+ | SRTS    | SCA 120      | Salida  | Solicitud de Envío Secundario  |
| 20  | DTR     | CD 108,2     | Salida  | Terminal de Datos Listo        |
| 21* | SQ      | CG 110       | Entrada | Calidad de Señal               |
| 22  | RI      | CE 125       | Entrada | Indicador de Timbre            |
| 23* | DSR     | CH 111       | Salida  | Equipo de Datos Listo          |
|     |         | CI 112       | Salida  | Selector de Tasa de Datos      |
| 24* | XTC     | DA 113       | Salida  | Reloj de Transmisión Externo   |
| 25* |         |              | Salida  | Ocupado                        |

En la tabla, el carácter que sigue al número de pin:
- (*) raramente se usa.
- (+) usado únicamente si se implementa el canal secundario.
- (#) usado únicamente sobre interfaces sincrónicas.

También, la dirección de la flecha indica cuál dispositivo (DTE o DCE) origina cada señal, a excepción de las líneas de tierra (---).
Sobre los circuitos, todos las tensiones están con respecto a la señal de tierra.
Las convenciones que se usan son las siguientes:
| Tensión  | Señal   | Nivel Lógico | Control |
| -------- | ------- | ------------ | ------- |
| +3 a +15 | Espacio | 0            | On      |
| -3 a –15 | Marca   | 1            | Off     |